# Disc facial

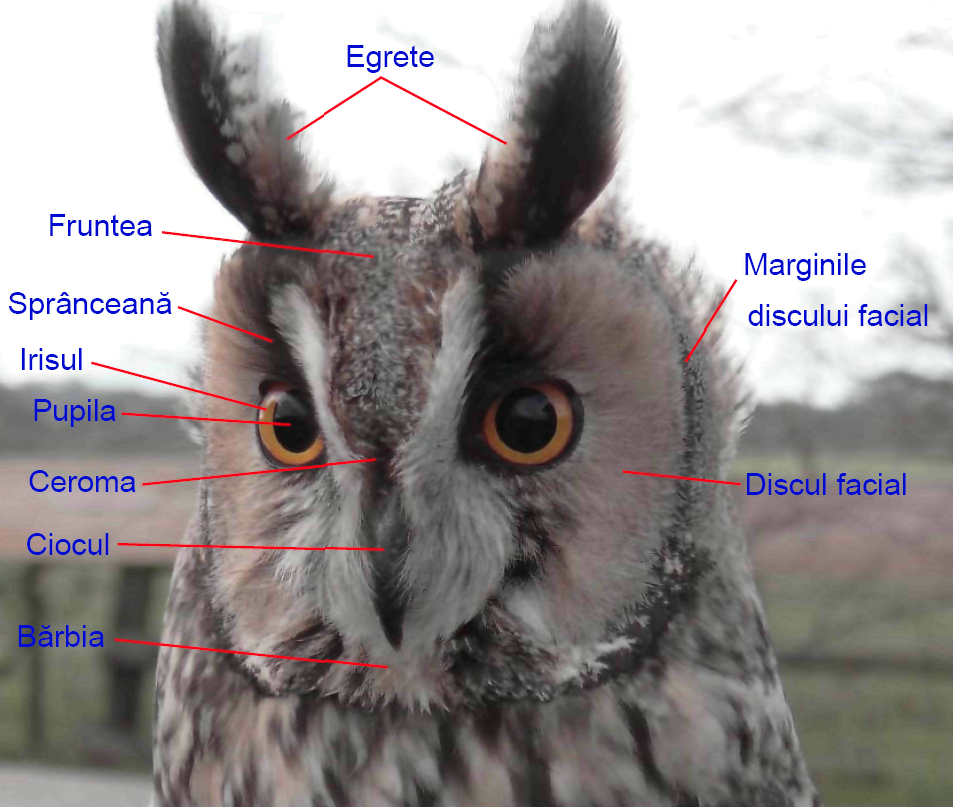
Capul ciufului de pădure(Asio otus)

Discul facial, numit uneori și văl facial, obraz, față, este o zonă de pene fine speciale, dispuse radiar în jurul ochilor bufnițelor, care dau feței o înfățișare particulară. Penele discului facial ajută la localizare prăzii prin captarea undelor sonore și reflectarea acestora spre urechi, care se află în spatele marginii  discului facial. Forma sa poate fi modificată voluntar de către niște mușchi speciali. Discul facial acționează ca un reflector parabolic pentru focalizarea și amplificarea sunetelor și canalizarea acestora către deschiderile asimetrice ale urechilor care localizează sursa sunetelor prin paralaxă. Bufnițele pot capta undele sonore, în funcție de distanța de la sunetul detectat, dilatând sau contractând discul facial. Speciile de bufnițe strict nocturne au un disc facial foarte pronunțat, care ajută auzului. Bufnite mai mult diurne au în general un disc facial mai puțin dezvoltat. Discul facial poate fi complet la strigă (Tyto alba), când trece pe deasupra ochilor, sau incomplet, când este numai lateral, la strigide (Strigidae). Strigidele au discul facial rotunjit, iar titonidele (Tytonidae) în formă de inimă.

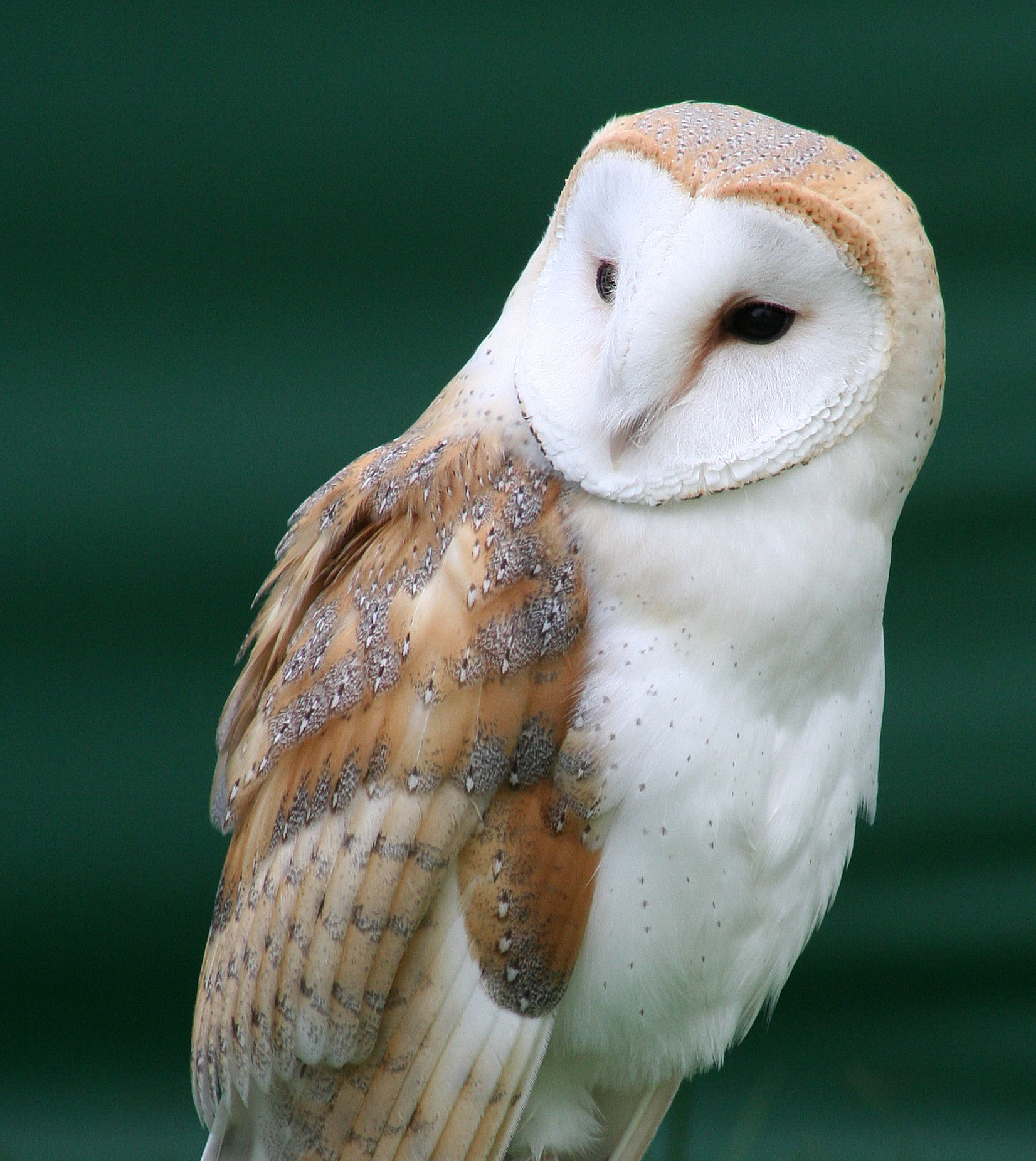
Striga (Tyto alba) are un disc facial bine dezvoltat, care trece și pe deasupra ochilor